# 惡魔城 審判
《惡魔城 審判》是日本科樂美集團下遊戲部門所開發的惡魔城系列電玩遊戲，于2009年1月15日日在任天堂的家用主機Wii上發售，本作是惡魔城系列第六個使用多邊形（三維計算機圖形）製作的作品，同時遊戲風格與諸多舊作完全不同的作品。

## 劇情
永遠持續著，吸血鬼與吸血鬼獵人相互對戰著的世界。
委身於其中的13人卻突如其然的被稱之為時之狹間的異空間所召喚而去。
「超越試煉，就可能實現願望」，在那裡出現的謎樣男子─艾恩留下了這麼一句話；而所謂的試煉，便是與其他被召喚至此的人展開戰鬥...
超越試煉，能實現的願望是何物？然後，逃離時之狹間的方法又是？
超越時間，宿命的戰鬥現在揭開了序幕！

## 角色
- 西蒙‧貝爾蒙多(シモン‧ベルモンド、Simon Belmont)
  - 召喚時代：惡魔城之後
  - 聲優：鈴村健一

對於自己的力量十分有著自信，和英雄事蹟流傳至自己時代的傳說中的一族英雄拉爾夫間的對決感到期待。
在打倒德古拉之後，有著讓他煩惱的事...
此次角色形象保留了小島文美為惡魔城年代記重新詮釋西蒙的紅色頭髮，衣服從皮毛披風加鐵甲換成皮甲加皮帶的鐵甲夾克，更強調了強壯肌肉的一面。
- 拉爾夫‧貝爾蒙多(ラルフ・ベルモンド、Trevor Belmont)
  - 召喚時代：惡魔城傳說之後
  - 聲優：近藤隆

賽法的丈夫，最初打倒德古拉的吸血鬼獵人，開啟貝爾蒙多一族傳說者。
在與德古拉的死鬥後於臉部和手部留下了傷痕。
- 賽法‧貝爾南堤斯(サイファ・ヴェルナンデス、Sypha Belnades)
  - 召喚時代：惡魔城傳說之前
  - 聲優：小清水亞美

拉爾夫之妻，不過在此作中尚未與拉爾夫見面。
雖然擁有豐滿的胸部，不過本人卻覺得沉重且妨礙行動。
- 古蘭特・達納斯提(グラント・ダナスティ、Grant Danasty)
  - 召喚時代：惡魔城傳說之後
  - 聲優：小野坂昌也

特蘭西瓦尼亞最敏捷的男人，在消滅德古拉後致力於振興荒廢的街道。
稱呼拉爾夫為大哥。
- 艾卡多/艾德烈‧菲倫海斯‧戴普斯(アルカード/アドリアン・ファーレンハイツ・ツェペシュ、Alucard/Adrian Farenheights Tepes)
  - 召喚時代：惡魔城傳說之後
  - 聲優：宮野真守

吸血鬼與人類間的混血兒，德古拉之子。
雖然母親死於人間的誤會舉動(魔女審判)，但是她對艾卡多的諄諄善意教誨，艾卡多永遠沒有忘記，為了保護人類平民而與自己的父親對抗，使用隨身的配劍，既然他是繼承了德古拉伯爵血脈的黑暗王子，必要時他的黑暗力量或許能跟親父雙庭抗禮、各據江山...
除了自月下以來的巴洛克風豪華黑皮甲裝備變更成白色系為主的裝甲，飄逸的及背長髮變成及肩。
- 瑪莉亞‧里納德(マリア・ラーネッド、Maria Renard)
  - 召喚時代：惡魔城X 血之輪迴、惡魔城XX、惡魔城X年代記之後
  - 聲優：松來未祐

雙親為德古拉所殺的地方領主之女，是貝爾蒙多一族的遠親，現由貝爾蒙多一族所領養。
12歲時由於某個事件使體內的四神之力覺醒，她的魔力所屬之系統與世界上的英雄與妖怪們大相逕庭；小至可愛的動物、大到如老虎獅子般的野獸、傳說中的莊嚴神獸都願意與她一起戰鬥，號為「可指揮神之動物的少女」；武器為一把兼具鳥籠性質的大法杖，有著一隻名為小歐(オゥちゃん)的貓頭鷹。
對於自己扁平的胸部頗在意，對於擁有巨乳的賽法與卡蜜拉頗為嫉妒。
- 柯涅爾(コーネル、Cornell)
  - 召喚時代：惡魔城默示錄外傳之後
  - 聲優：小西克幸

有著「蒼色眉月」綽號的人狼族青年。
原本可以自由控制獸化，但在被召喚至時之狹間後卻無法解除獸化。
- 夏諾雅(シャノア、Shanoa)
  - 召喚時代：惡魔城 被奪走的刻印
  - 聲優：桑島法子

一位失去了記憶、缺少喜怒哀樂等情緒表現的冰山美人，使用著世界上鮮少人所知的「刻印」系統，能把魔力聚合成冷冰的物質，世界上少數能使敵人的力量或生命化為己用的人，隨時隨地化出冷徹的兵器與魔法與對手交戰。
雖然服裝與DS原作不同，化為修女風格及長髮變短髮外，背部留有封印刺青的設定依在，另外她是從原作到新作「配音員沒變更」的唯一案例。
- 艾利克‧利卡德(エリック・リカード、Eric Lecarde)
  - 召喚時代：VAMPIRE KILLER之前
  - 聲優：三瓶由布子

操縱一把神秘的妖槍「艾卡多之槍」的少年，據說知曉某個家族傳承一條鞭子予以另一個家族時，一個重要的關鍵秘密...
此次的角色形象從20幾歲的金髮青年變成少年外，手上的長矛也變成大法杖，不過保留了矛端兩旁的蝙蝠翅膀雕琢，這是惡魔城 迷宮迴廊為艾卡多之槍所詮釋的新造型之特別象徵。
- 德古拉(ドラキュラ、Dracula)
  - 召喚時代：不明
  - 聲優：中田讓治

艾卡多之父，即使不斷的被吸血鬼獵人所打倒，卻無法完全的將其消滅，站在黑暗世界頂點的闇之王者。
光是名稱就讓人恐懼不已，操控著強大黑暗力量的霸氣貴族，一舉一動都會對人造成致命的傷害，優雅、學問與力量兼具的另類紳士。
- 卡蜜拉(カーミラ、Carmilla)
  - 召喚時代：不明
  - 聲優：大原沙耶香

女性吸血鬼，將德古拉視作神般的崇拜與愛慕。
喜歡將人類的肉體如生魚片般的切割。
- 死神(死神、Death)
  - 召喚時代：惡魔城傳說
  - 聲優：坂口候一

德古拉的心腹，支配所有生者死亡的邪神。
無法認同艾卡多背叛德古拉一事。
- 石巨人(ゴーレム、Golem)
  - 召喚時代：不明
  - 聲優：白熊寬嗣

卡蜜拉所製造的人造人，被召喚至時之狹間後有了自我意識。
極度渴望生存，稱呼卡蜜拉為媽媽。
- 艾恩(アイオーン、Aeon)
  - 聲優：神谷浩史

原創角色，白髮戴眼鏡、滿腹學問口氣優雅的年輕男子，自號為「時間的守護者」，武器為一個外表類似於擺鐘、兼具時鐘性質而尾端為利矛的法器。
- 時間撕裂者(タイムリーパー、Time Reaper)

一切的黑幕，企圖使全部的時間洪流毀滅的邪惡存在。

## 遊戲特色
本作是系列作第一個以 "格鬥-FTG" 為主題的作品，與過去系列舊作所屬的「過關型動作遊戲-ACT」、或著是近期已售的舊作之賣點「角色扮演型動作遊戲-ARPG」不同，以下講述此作的改變點。
- 以往舊作不管是ACT風格或ARPG風格，以往都先碰到低階層的敵人軍團士兵(俗稱小兵或雜兵、雜魚)來挑戰，再來才是面對守關者(另稱頭目或BOSS)，而這次新作則是跳過小兵這個步驟，直接與身手高強的敵人對打。
- 預計使用雙截棍遊戲控制器，左手部分負責攝影角度跟角色移動，右手部分為攻擊。
- 敵人不止於傳統各式各樣獨特魅力的西洋怪物，還包含了舊作一些高人氣的人類角色。
- 惡魔城傳統的著名場景如禮拜堂、高塔頂端、花園廣場都有可能變成戰場，甚至可能會在時計塔的巨大齒輪上打鬥
- 為吸引人氣及創造話題，以前舊作的人類及人形角色之風格，不使用自月下以來的小島文美氏耽美畫風、以及近期在任天堂DS發售的舊三作所用的動畫式風格所繪之形象，而是請來集英社週刊少年Jump雜誌所屬的漫畫家小畑健重新為舊作角色繪製新樣貌。
- 除了角色形象修改，遊戲請了一群舊世代跟新生代的高人氣日本配音員為角色錄製過場劇情的對話、戰鬥的吶喊聲跟台詞，但是一部份已有配音紀錄的角色並不是由原班人馬重新詮釋，而是由新生代聲優替代。
- 此次作品不計入年表、不講歷史性劇情。
- 劇情與《惡魔城外傳 少年德古拉君》有關連（本遊戲黑幕時間撕裂者是由《惡魔城外傳 少年德古拉君》的加拉莫斯所召喚來的刺客）。
- 可與2008年10月23日發售的《惡魔城 被奪走的刻印》作對應連線，可開啟隱藏角色，同時也是《惡魔城 被奪走的刻印》的女主角，夏諾雅。